# Medelsergletscher
Der Medelsergletscher (auch Medelser Gletscher; rätoromanisch Glatscher da Medel) ist ein Alpen-Gletscher in der Surselva im Kanton Graubünden in der Schweiz. Er liegt am Nordabhang der Piz-Medel-Gruppe rund um den Piz Medel (3210 m ü. M.) im Gebiet zwischen Val Medel, Val Sumvitg und Val Camadra. Er ist gut von Disentis/Mustér aus sichtbar. Der Gletscher hat in den letzten Jahrzehnten deutlich an Grösse eingebüsst.

## Gliederung

### Überblick
Der Gletscher zieht sich entlang des ganzen Grats des Massivs bestehend aus Piz Medel und seinen westlichen Nachbarn. Er beginnt im Westen am Osthang des Piz a Spescha (3109 m ü. M.) respektive Nordhang des Piz Cristallina (3128 m ü. M.), zieht sich entlang des Nordhangs des Piz Uffiern (3151 m ü. M.), der Cima di Camadra (3172 m ü. M.) und des Piz Medel bis zum Westhang des Fil Liung (3062 m ü. M.) im Osten. All diese Gipfel erheben sich nur wenig über den Gletscher, der – vor allem nordöstlich des Piz Medel – im oberen Teil nur langsam abfällt und so an einen Plateaugletscher erinnert.
Der Gletscher wird schnell steiler und teilt sich – getrennt durch Felskämme – in mehrere Lappen und deutliche Talzungen. Die Talzungen haben eigene Namen. Die Unterteilung ist aber nicht einheitlich:
- Der Medelsergletscher wird im Gegensatz zur Landeskarte im schweizerischen Gletscherinventar nicht als einzelner Gletscher aufgeführt, sondern als drei benachbarte Gletscher mit zusammengesetztem Akkumulationsgebiet, aber eigenen, selbstständigen Zungen.[3][4]
- Im Geographischen Lexikon der Schweiz und in der Landeskarte 1:10'000 wird die mittlere Zunge dem Glatscher da Plattas zugeteilt.[5][6] Im Gletscherinventar ist sie als Glatscher da Medel aufgeführt.[4]

### Glatscher da Plattas
Einst hing der Medelsergletscher zwischen den Felskämmen des Fil Liung und des Davos la Buora (2922 m ü. M.) respektive Miez Glatsche in einer breiten Front steil ins Val Plattas, ein Seitental des Val Medel, hinab. Dieser Teil wird als Glatscher da Plattas bezeichnet und hat sich durch den Rückzug in zwei Zungen geteilt. Diese östliche und mittlere Zunge des Medelsergletschers werden vom grossen Felsblock Refugi da Camutschs (2950 m ü. M.) getrennt, einst eine Felsinsel im Eismeer des Medelsergletschers, deren Name – zu Deutsch Gemsenzuflucht – auch andernorts für Felsinseln innerhalb von Gletschern Verwendung findet. Heute ist die einstige Felsinsel nur noch im oberen Teil von Eis umgeben.

### Glatscher Davos la Buora
Die westliche Zunge ist der Glatscher Davos la Buora, der zwischen Davos la Buora und Las Crunas (2669 m ü. M.) durchs Val la Buora zum Val Medel abfällt, wo sein Abfluss bei Fuorns in den Medelser Rhein mündet. Im Meyer-Weiss-Atlas (1786–1802) wurde dieser Gletscherteil mit Wildentengletscher beschriftet.

### Kleinere Gletscher
Nordwestlich des Piz a Spescha befindet sich noch der Rest des kleinen, nicht mehr mit dem Medelsergletscher verbundenen Puzzettagletscher (Glatscher da Puzzetta). Dieses Eisfeld westlich von Glatscher Davos la Buora und Las Crunas war vor 100 Jahren noch mit dem Medelsergletscher verbunden und ist auf der Siegfriedkarte noch mit Glatschè dellas Crunas bezeichnet.
Ein kleines Eisfeld findet sich noch an der Westseite des Piz Cristallina.
Laut Siegfriedkarte gab es vor 100 Jahren auch noch grössere Gletscherfelder auf der Südseite der Piz-Medel-Gruppe, so den Glatscher d’Uffiern südwestlich des Piz Uffiern und den Ghiacciaio di Camadra, der sich ausgedehnt von der Südflanke der Cima di Camadra bis zum Südhang des Piz Medel zog. Von diesem ist heute nur noch der isolierte Hängegletscher Vadrecc di Camadra am Osthang des Grats zwischen Piz Medel und Cima di Camadra und einige kleinere Firnfelder südlich der Cima übrig. Ein kleiner Hanggletscher an der Südostflanke des Piz Medel ist noch heute mit dem Medelsergletscher verbunden.
Südlich des Fil Liung fällt eine Zunge über den Grat steil nach Osten hinunter ins Val Lavaz zum Lavaz-Gletscher. Dieses Gletscherfeld war früher Teil des Lavaz-Gletschers, der so direkt mit dem Medelsergletscher verbunden war. Der Hängegletscher auf der Ostflanke des Fil Liung reichte hingegen in neuerer Zeit nie ganz bis zum Lavaz-Gletscher hinunter.

## Ausdehnung

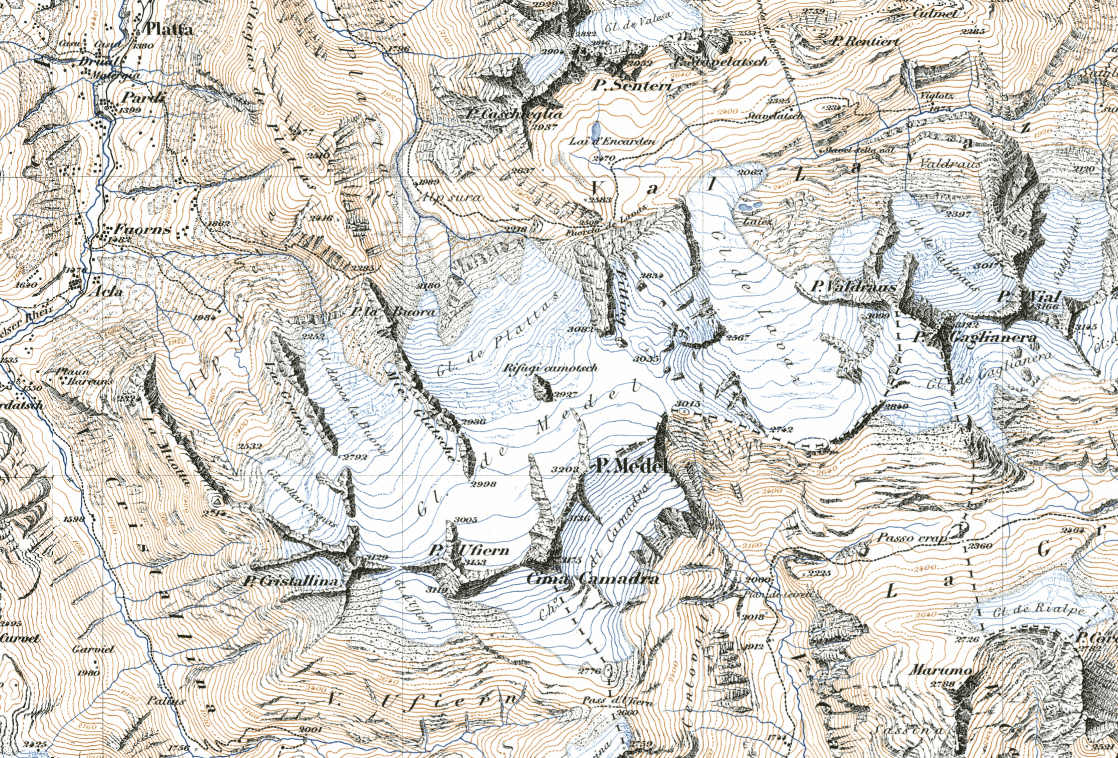
Piz Medel mit weit vorstossenden Gletscherzungen auf der Siegfriedkarte

Aktuelle Bilder zeigen einen deutlichen Rückgang des Gletschers und dass das grosse Plateau sogar in mehrere Stücke zerfällt. Die Bezeichnung „Eisgebirge“ (Ulysses von Salis-Marschlins (1790)) für die Piz-Medel-Gruppe scheint heute kaum mehr angebracht.

### Messdaten
Der Medelsergletscher wird nicht laufend beobachtet oder vermessen. Der im östlich angrenzenden Tal gelegene Lavaz-Gletscher wird genau beobachtet. Hier wurde in den letzten 20 Jahren ein Rückgang von über 700 Metern gemessen. Im Jahr 1973 war dieser Gletscher 2,1 Kilometer lang und hat seither (2010) rund einen Kilometer an Länge verloren.
Ein erstes grosses Gletscherinventar erhob Daten für das Jahr 1973, die später mit Daten des Gletscherhochstands um 1850 verglichen wurden. Neuere Daten stehen nur begrenzt zur Verfügung. Die 25 Gletscher im Gebiet Medel haben zwischen 1850 und 1973 zusammen 41 Prozent ihrer Fläche verloren.

### Rückzug seit dem Höchststand Mitte 19. Jahrhundert bis 1973
Der Glatscher da Davos la Buora verlor in diesem Zeitraum am wenigsten Länge: Diese Zunge ist von 2220 m ü. M. im Jahr 1850 auf 2410 m ü. M. um 500 Meter zurückgegangen. Bei der östlichen Zunge des Glatscher da Plattas war der Rückgang 650 Meter von 2180 m ü. M. auf 2500 m ü. M. Die mittlere Zunge hat 900 Meter verloren und ist von 2090 m ü. M. auf 2520 m ü. M. gestiegen.
Die kleineren Gletscher sind meist nicht mehr mit dem Gletscherplateau verbunden. Wie üblich sind auch im Gebiet Medel und um die Piz-Medel-Gruppe die kleineren Gletscher- und Firnflecken sowie die Gletscher mit Südexposition vom Rückgang besonders betroffen. Der kleine Glatscher d’Uffiern auf der Südseite der Piz Cristallina war bereits 1973 gänzlich verschwunden. Die Gletscherzunge des Vadrecc di Camadra stiess 1850 bis auf 2620 m ü. M. vor, der Gletscher am Südosthang des Piz Medel auf 2580 m ü. M.
| Gletscher                | Lage            | Fläche     | Fläche     | Fläche                | Länge     | Länge     | Länge                 | Höhe Gletscherzunge | Höhe Gletscherzunge | Höhe Gletscherzunge       | Mittlere Breite | Mittlere Breite | Volumen (geschätzt) | Volumen (geschätzt) | Volumen (geschätzt)   | „Schneegrenze“            | Mittlere Gletscherhöhe    |
|                          |                 | 1850 (km²) | 1973 (km²) | Verlust 1850–1973 (%) | 1850 (km) | 1973 (km) | Rückzug 1850–1973 (%) | 1850 (m)            | 1973 (m)            | Verlagerung 1850–1973 (m) | 1850 (km)       | 1973 (km)       | 1850 (km³)          | 1973 (km³)          | Verlust 1850–1973 (%) | Veränderung 1850–1973 (m) | Veränderung 1850–1973 (m) |
| ------------------------ | --------------- | ---------- | ---------- | --------------------- | --------- | --------- | --------------------- | ------------------- | ------------------- | ------------------------- | --------------- | --------------- | ------------------- | ------------------- | --------------------- | ------------------------- | ------------------------- |
| Glatscher da Medel (W)   | 712000 / 163999 | 2.737      | 2.145      | 21.6                  | 3.40      | 2.50      | 26.5                  | 2090                | 2520                | 430                       | 0.81            | 0.86            | 0.0969              | 0.0699              | 28                    | 105                       | 040                       |
| Glatscher da Plattas (O) | 713000 / 164999 | 1.944      | 1.536      | 27.6                  | 2.80      | 2.15      | 23.2                  | 2180                | 2500                | 320                       | 0.77            | 0.73            | 0.0707              | 0.0460              | 35                    | 145                       | 075                       |
| Glatscher Davos la Buora | 711000 / 163999 | 2.164      | 1.567      | 21.0                  | 2.50      | 2.00      | 20.0                  | 2220                | 2410                | 190                       | 0.78            | 0.77            | 0.0613              | 0.0448              | 27                    | 080                       | 035                       |
| Summe Medelsergletscher  | 712000 / 163999 | 6.845      | 5.248      | 23.3                  | 3.40      | 2.50      | 20.0                  | 2090                | 2410                | 320                       | k. D.           | k. D.           | 0.2289              | 0.1607              | 30                    | k. D.                     | k. D.                     |

| Gletscher             | Lage            | Fläche     | Fläche     | Fläche                | Länge     | Länge     | Länge                 | Höhe Gletscherzunge | Höhe Gletscherzunge | Höhe Gletscherzunge       | Mittlere Breite | Mittlere Breite | Volumen (geschätzt) | Volumen (geschätzt) | Volumen (geschätzt)   | „Schneegrenze“            | Mittlere Gletscherhöhe    |
|                       |                 | 1850 (km²) | 1973 (km²) | Verlust 1850–1973 (%) | 1850 (km) | 1973 (km) | Rückzug 1850–1973 (%) | 1850 (m)            | 1973 (m)            | Verlagerung 1850–1973 (m) | 1850 (km)       | 1973 (km)       | 1850 (km³)          | 1973 (km³)          | Verlust 1850–1973 (%) | Veränderung 1850–1973 (m) | Veränderung 1850–1973 (m) |
| --------------------- | --------------- | ---------- | ---------- | --------------------- | --------- | --------- | --------------------- | ------------------- | ------------------- | ------------------------- | --------------- | --------------- | ------------------- | ------------------- | --------------------- | ------------------------- | ------------------------- |
| Glatscher da Puzzetta | 710000 / 163699 | 0.394      | 0.261      | 33.8                  | 1.10      | 0.85      | 22.7                  | 2580                | 2610                | 030                       | 0.36            | 0.31            | 0.0079              | 0.0048              | 39                    | 025                       | 015                       |
| Puzetta II            | 710300 / 164099 | 0.255      | 0.107      | 58.0                  | 0.85      | 0.55      | 35.3                  | 2560                | 2710                | 150                       | 0.30            | 0.19            | 0.0046              | 0.0017              | 63                    | 080                       | 055                       |
| Piz Cristallina (O)   | 710300 / 163099 | 0.132      | 0.075      | 43.2                  | 0.75      | 0.50      | 33.3                  | 2740                | 2850                | 110                       | 0.18            | 0.15            | 0.0021              | 0.0011              | 48                    | 050                       | 035                       |
| Lavaz (W)             | 713500 / 165499 | 0.794      | 0.301      | 62.1                  | 0.95      | 0.50      | 47.4                  | 2520                | 2740                | 220                       | 0.84            | 0.60            | 0.0190              | 0.0057              | 70                    | 140                       | 120                       |
| Vadrecc di Camadra    | 712700 / 163499 | 0.521      | 0.199      | 61.8                  | 0.95      | 0.50      | 47.4                  | 2620                | 2940                | 320                       | 0.55            | 0.40            | 0.0112              | 0.0034              | 70                    | 170                       | 105                       |
| Piz Medel (SO)        | 713000 / 163999 | 0.437      | 0.176      | 59.7                  | 0.90      | 0.45      | 50.0                  | 2580                | 2940                | 360                       | 0.49            | 0.39            | 0.0090              | 0.0030              | 66                    | 120                       | 80                        |
| Glatscher d’Uffiern   | 711200 / 162599 | k. D.      | 0          | verschwunden          | k. D.     | 0         | verschwunden          | 2620                | k. D.               | verschwunden              | k. D.           | k. D.           | k. D.               | 0                   | verschwunden          | verschwunden              | verschwunden              |

### Rückzug 1973 bis heute
Für die Situation nach 1973 wurden keine genauen Zahlen mehr publiziert. Bilder und vereinzelt publizierte Daten belegen hingegen den fortschreitenden Gletscherschwund.
Nach aktuellen Landeskarten stösst die längste Zunge heute nur noch bis rund 2600 m ü. M. vor, wobei dies nicht mehr aktuell sein dürfte. Gerade die kleineren Gletscher und Firnfelder dürften vom Rückgang besonders stark betroffen sein.
Die Gletschervorfelder der beiden Hauptzungen wurden in den Zeiträumen 1995 bis 1998 sowie 2003 bis 2005 vermessen. Allein in diesem Zeitraum von höchstens neun Jahren gingen am Zungenende 36 Hektar Eis verloren (Zuwachs der Gletschervorfelder).
Aktuelle Bilder (2014) lassen darauf schliessen, dass der einstige Plateaugletscher in Teilstücke verfallen ist und das Akkumulationsgebiet der einzelnen Zungen nicht mehr zusammenhängend ist.

## Gletschervorfeld

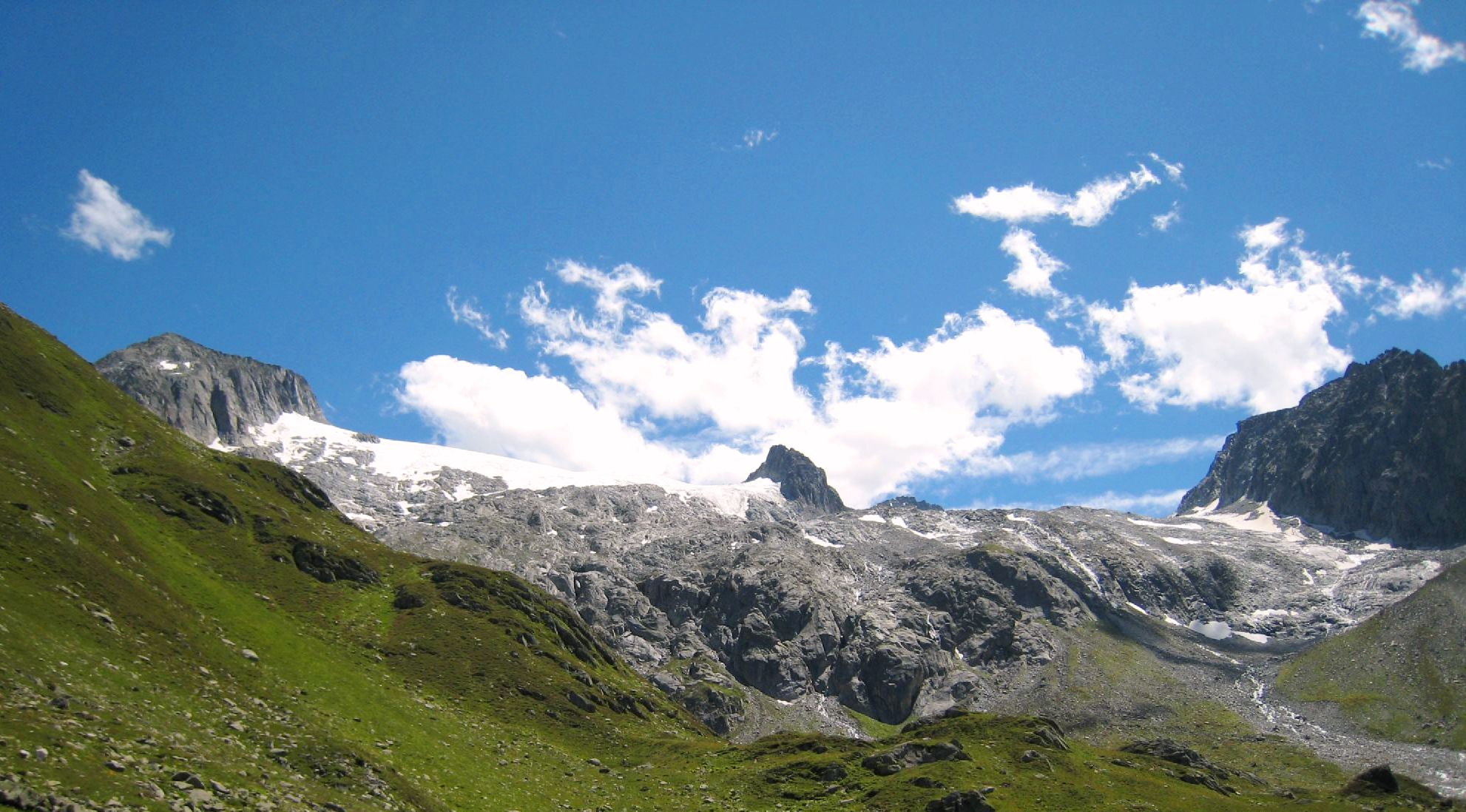
Zunge des Glatscher da Plattas (2007)

Die Vorfelder der beiden Zungen von Glatscher Davos la Buora und Glatscher da Plattas sind seit 2001 Auengebiete von nationaler Bedeutung.
Die beiden Schutzgebiete von 101 respektive 170 Hektar Grösse bestehen zu einem Viertel respektive einem Drittel aus Fels, mehrheitlich vom Gletscher geschliffene Felsflächen. Beim Glatscher da Plattas finden sich besondere, rundhöckerartige Felsformen. Es gibt grosse Bestände von Alpen-Mannsschild, verbreitet Pohlia-Rasen (Familie der Mniaceae), im unteren Bereich des Platta-Gletscher-Vorfelds mit seinen Flachmooren selten grosse Flächen von Weidenröschen und beim Vorfeld des Glatscher Davos la Buora grosse Flächen mit Zwergstrauchheiden. Waldflächen zählen nicht zum Schutzgebiet.

## Alpinismus
Der Gletscher ist am einfachsten von der Medelserhütte auf der Fuorcla da Lavaz nördlich des Fil Liung zu erreichen. Die Besteigung ist technisch nicht allzu anspruchsvoll. Im Winter kann er im Rahmen von Skitouren befahren werden.

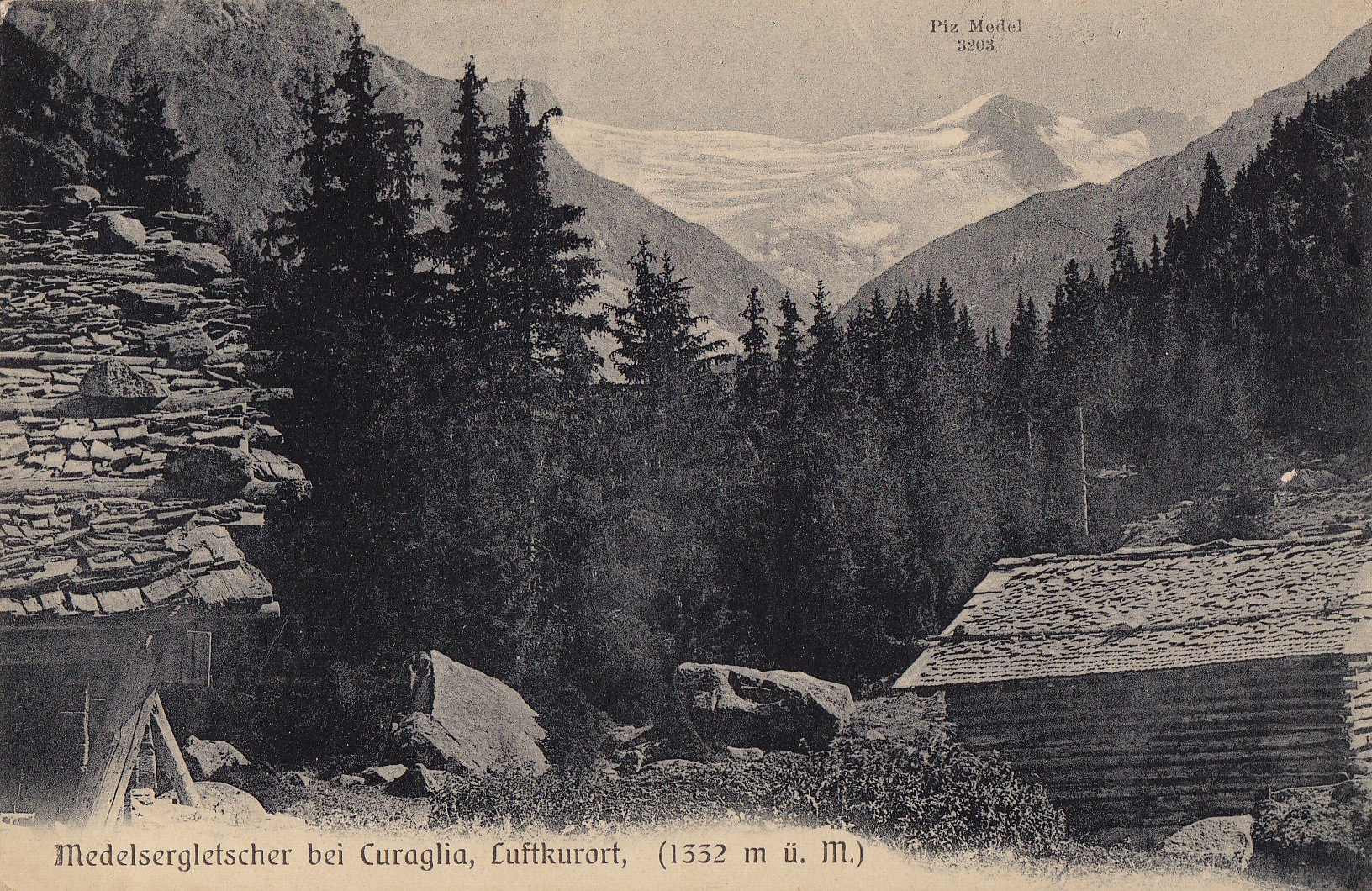
Ansichtskarte von ca. 1905

Im Jahr 1782 hatte der Benediktinerpater Placidus a Spescha vom Lukmanierpass, wo er als Seelsorger tätig war, als Erster die Piz Cristallina bestiegen. Er war so der erste Mensch, der von oben auf den Gletscher schauen konnte. Der Gletscher war mit der damaligen Ausrüstung aber ein gefährliches Hindernis, weshalb er von Westen her aufstieg und den Plan, über den Gletscher abzusteigen, nicht umsetzte. Drei Jahre später bestieg er noch den Piz Uffiern.
Für das 19. Jahrhundert sind nur vereinzelte wenige Begehungen in der Piz-Medel-Gruppe belegt. 1910 wurde die Medelserhütte von der SAC-Sektion Uto gebaut, wodurch das Gebiet für Berggänger und Tourenfahrer einfacher zugänglich wurde.

## Bilder

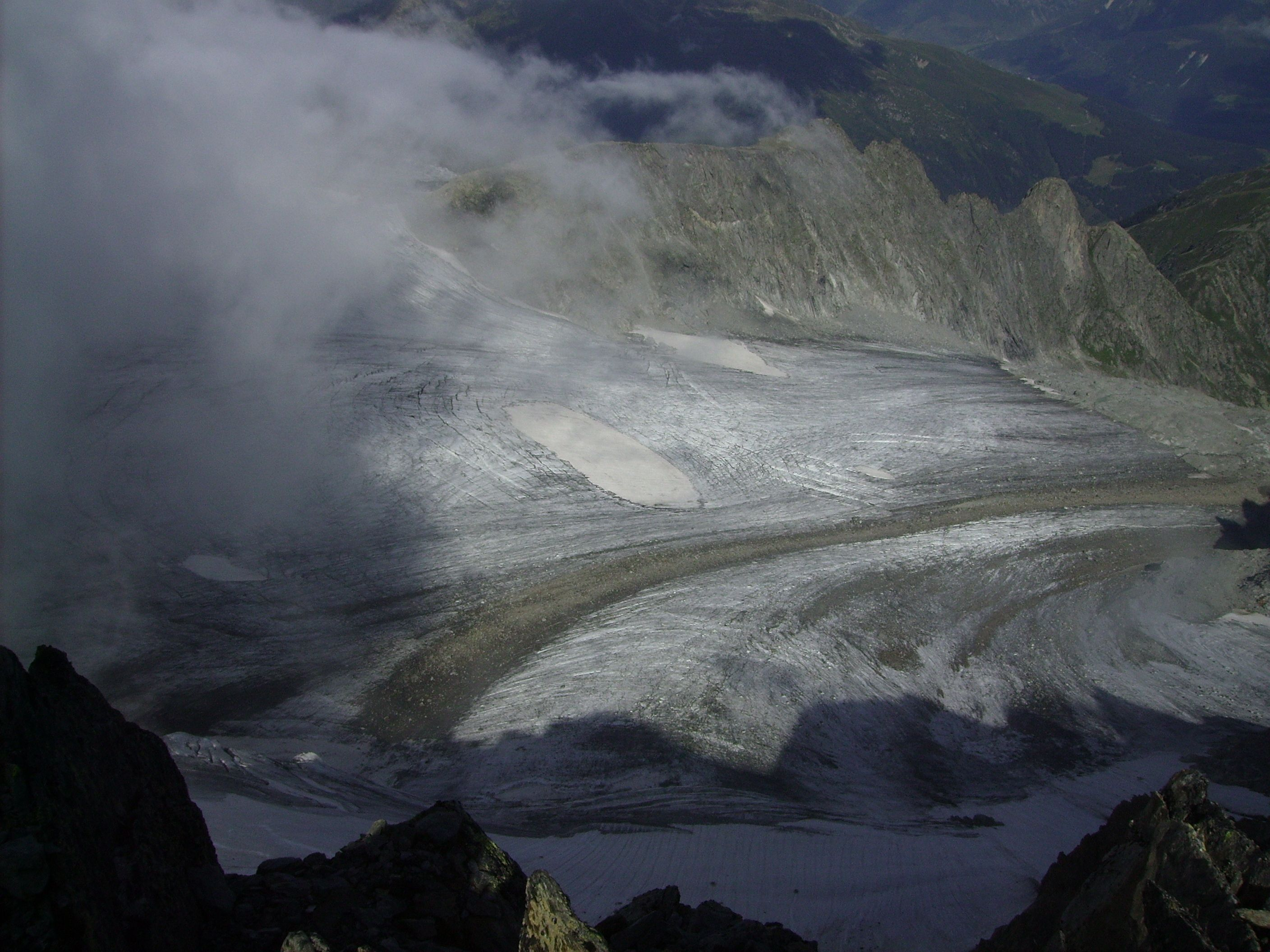
Blick vom Piz Medel nach Nordwest auf den Glatscher Davos la Buora (2008)
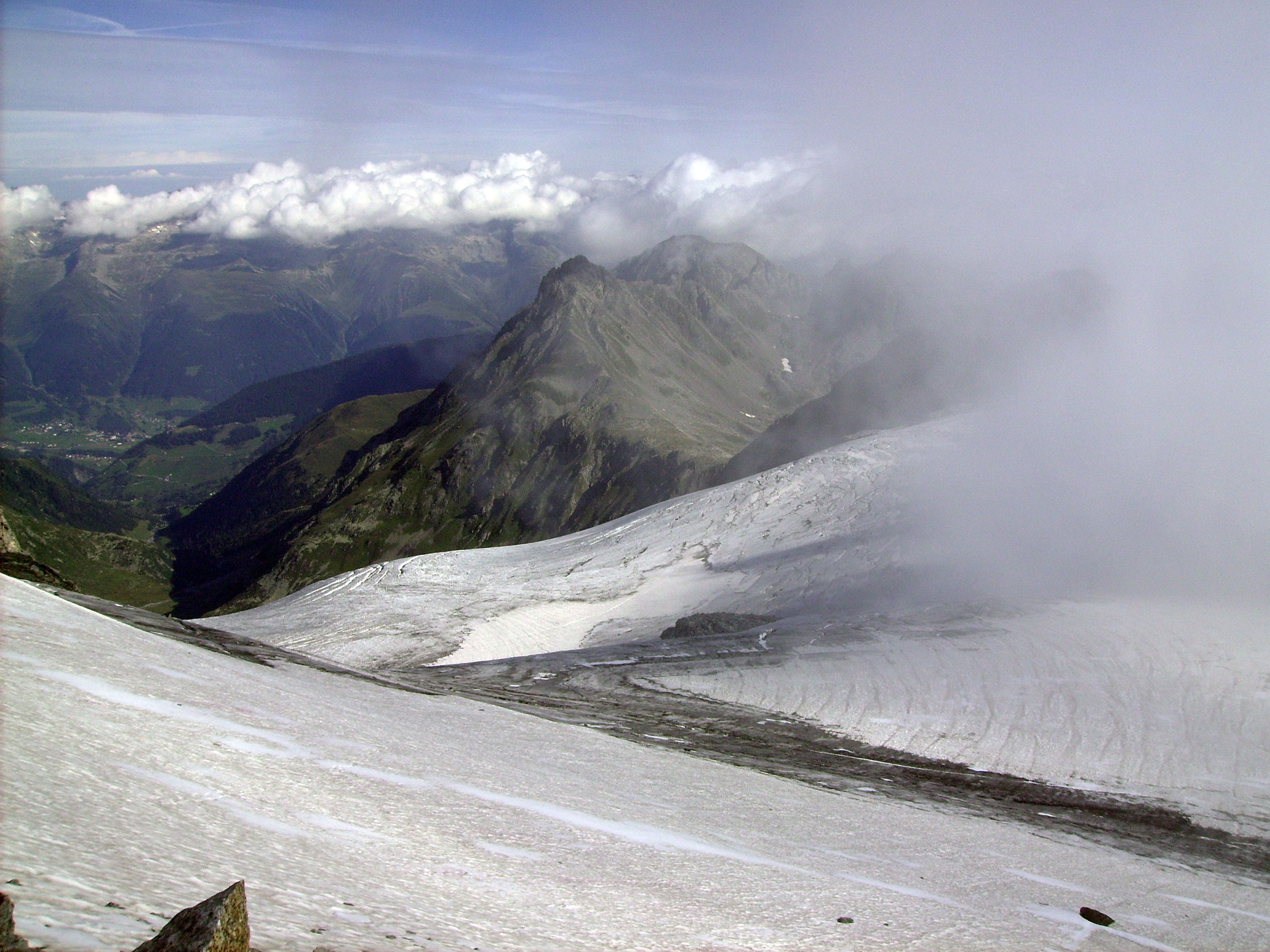
Blick vom Piz Medel über das Plateau nach Nordost (2008)
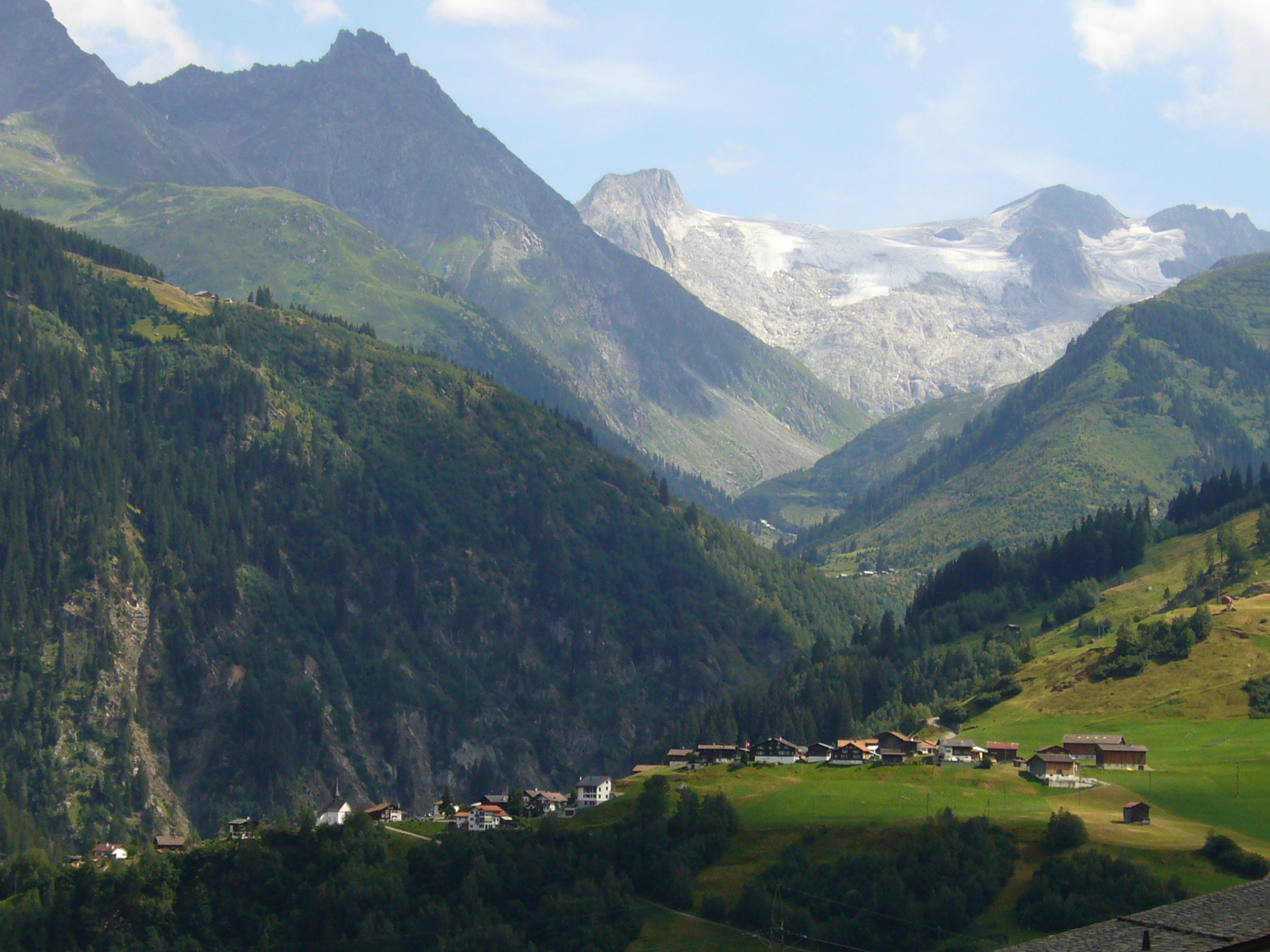
Der westliche Teil des Gletschers von Disentis/Mustér (2006)
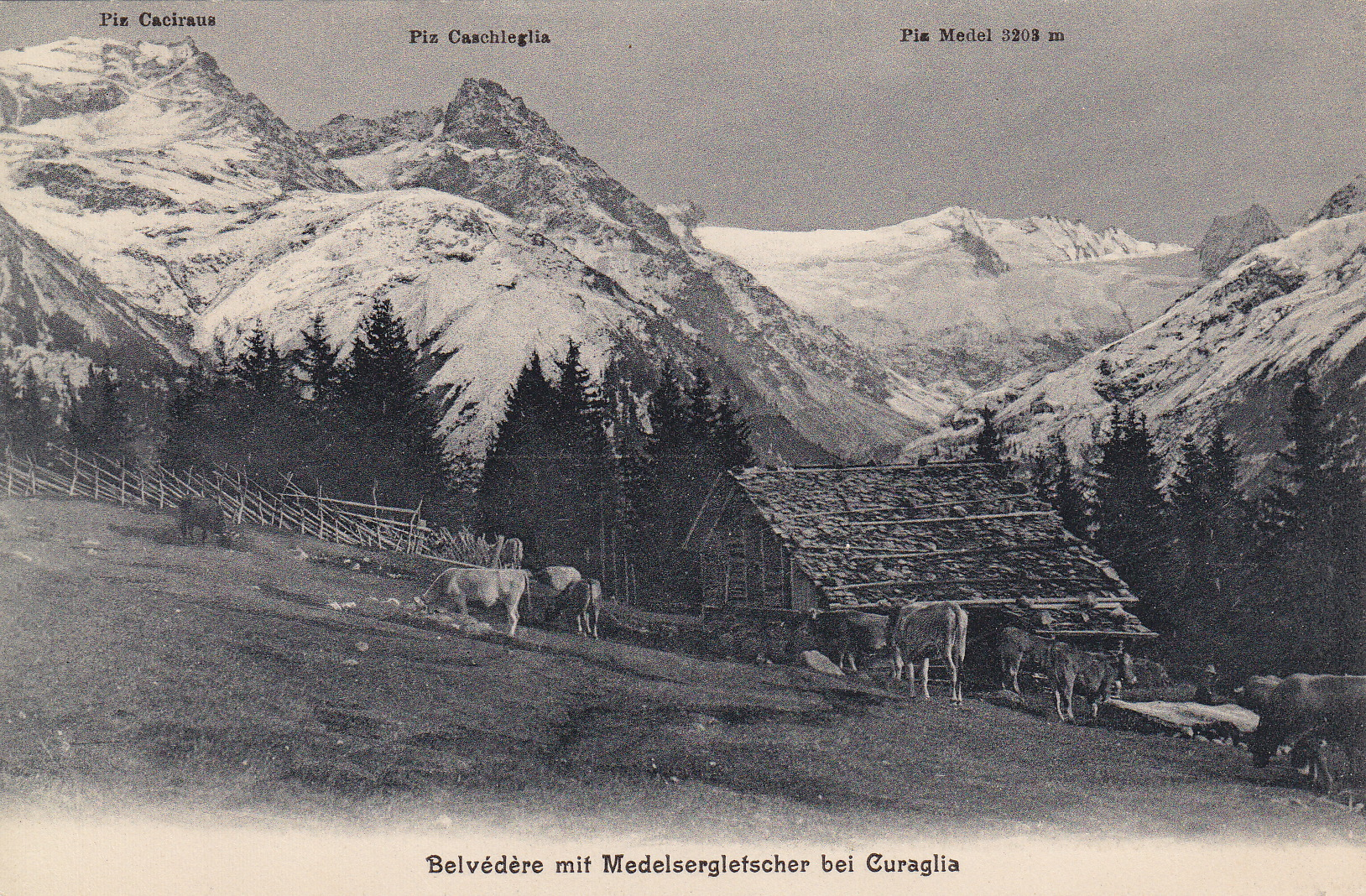
Val Plattas mit Gletscher auf einer Ansichtskarte von 1910
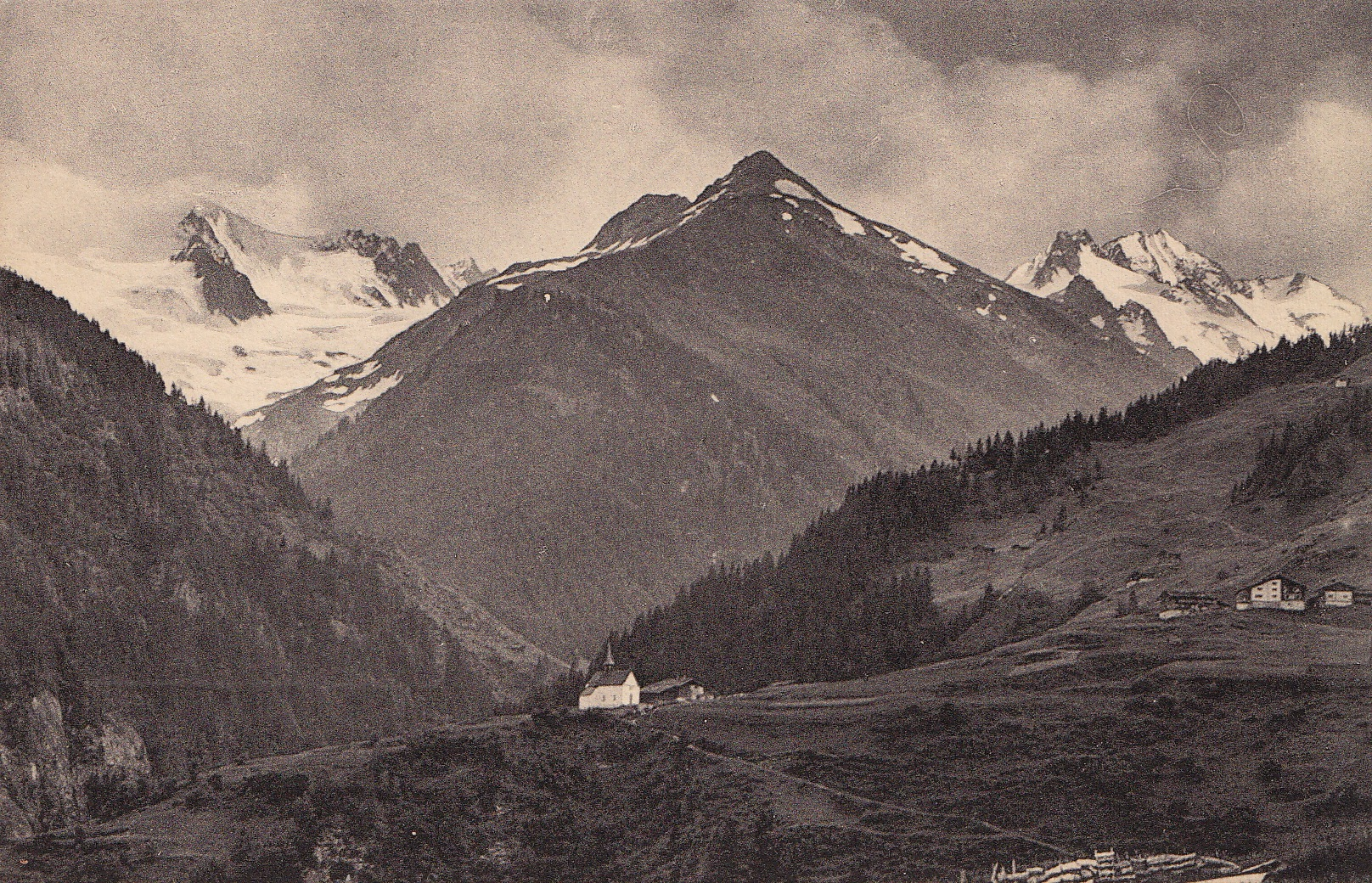
Piz Medel und Piz Cristallina auf einer Ansichtskarte von 1912
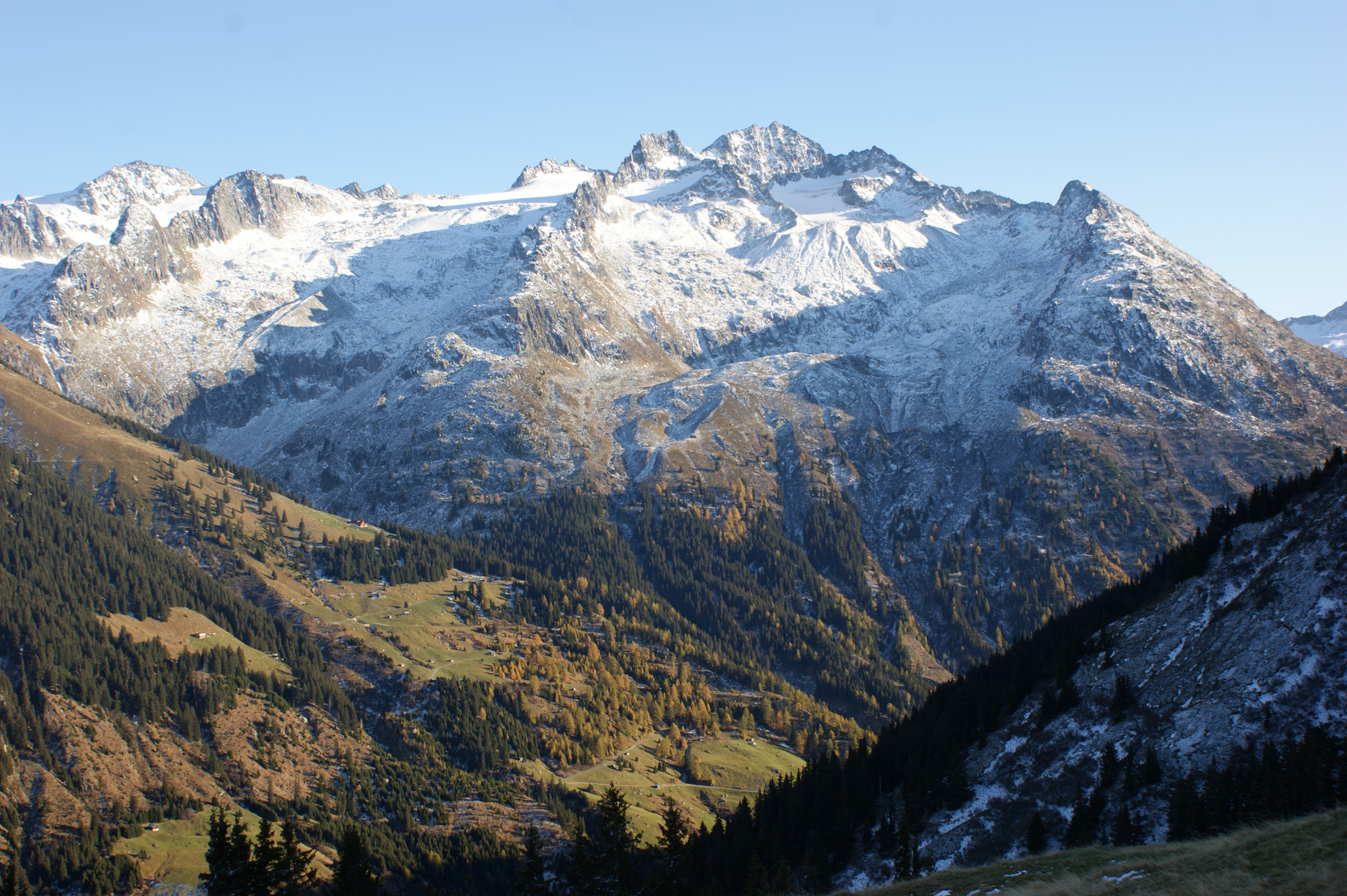
Massiv des Piz Medel von Norden (2011)
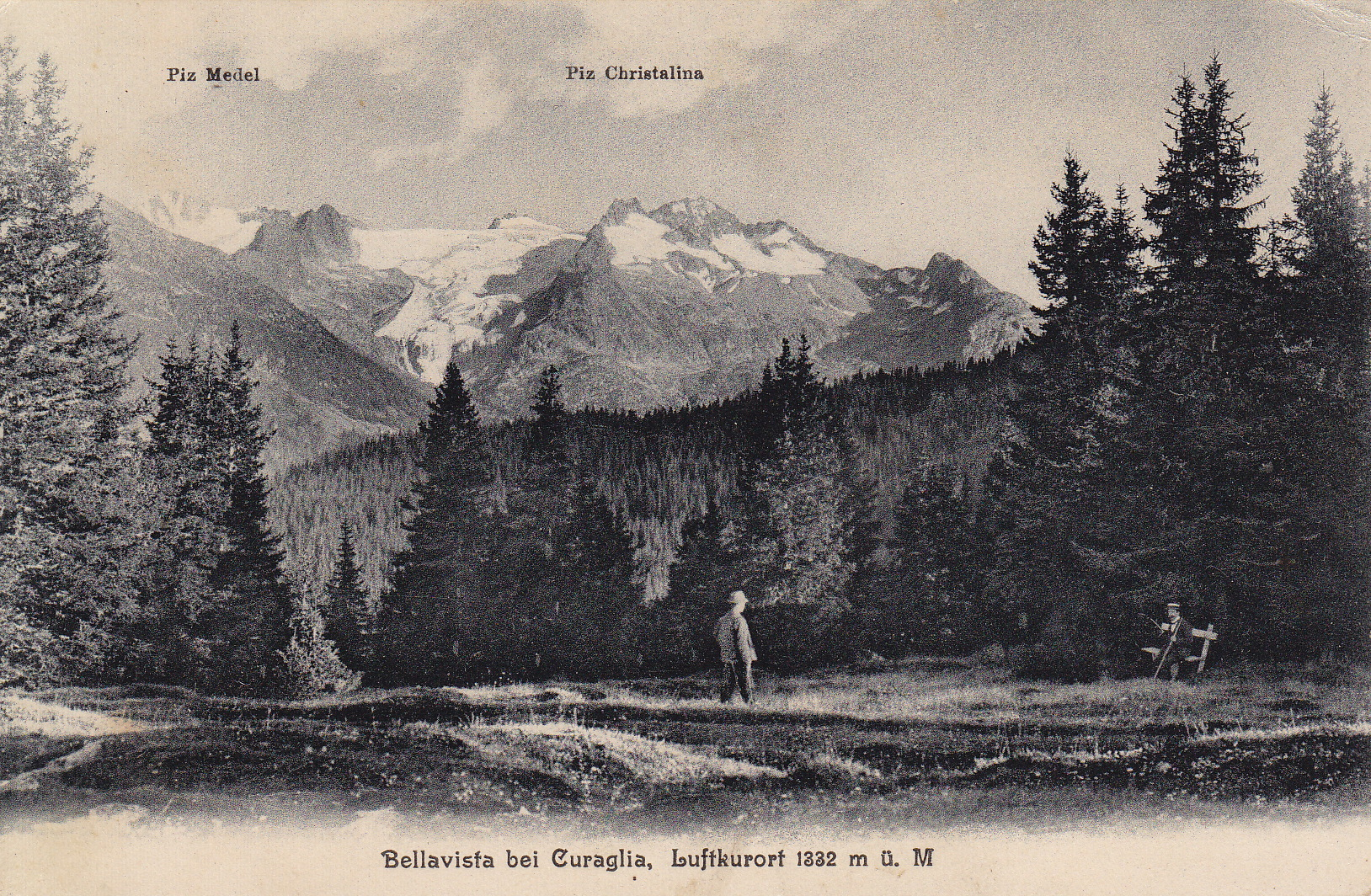
Westlicher Teil mit Glatscher Davos la Buora auf einer Ansichtskarte von 1910